# Xã Skippack, Quận Montgomery, Pennsylvania
Xã Skippack (tiếng Anh: Skippack Township) là một xã thuộc quận Montgomery, tiểu bang Pennsylvania, Hoa Kỳ. Năm 2010, dân số của xã này là 13.715 người.